# 세의 법칙
세의 법칙(Say's law)은 프랑스 경제학자 장바티스트 세(Jean-Baptiste Say, 1767~1832)에 의해 제시된 주장으로, 흔히 말하는 “공급은 스스로 수요를 창출한다”(Supply creates its own demand)는 말로 요약할 수 있다.

## 주요 내용
경제전체적으로 봤을 때 일단 공급이 이루어지면 그만큼의 수요가 자연적으로 생겨나므로, 유효수요 부족에 따른 공급과잉이 발생하지 않음을 의미한다. 세는 소비하지 않은 저축도 기업의 투자 재원으로 모두 쓰여, 모든 소득은 생산된 재화와 서비스 구입에 쓰인다고 주장했다. 결과적으로 시장은 언제나 균형상태를 유지한다.

## 영향
세의 법칙에 의하면 유효수요 부족이 발생하지 않으므로, 고전학파 경제학자들이 주장하는 공급중심의 경제정책을 주장하는 데 있어 중요한 논거가 되었다.

## 비판
- 피에로 스라파는 자신의 논문과 저서를 통해 고전학파 경제학의 가정 중 중요한 세의 법칙이 실제로는 틀린 것이라고 주장한 바 있다. 네오케인즈학파의 경제학자들은 이러한 관점을 옹호하고 있다.
- 세의 법칙은 독점자본주의의 이론적 바탕이 되어 수요를 고려하지 않은 공급과잉으로 인해 1930년대 경제대공황을 야기하였다는 비판을 받고 있다.

## 같이 보기
- 왈라스 법칙
- 고전 경제학
- 경제대공황